# Lamourouxia nelsonii
Lamourouxia nelsonii är en snyltrotsväxtart som beskrevs av Robinson och Greenm.. Lamourouxia nelsonii ingår i släktet Lamourouxia och familjen snyltrotsväxter. Inga underarter finns listade i Catalogue of Life.